# Софиевка (Волынская область)
Софиевка (укр. Софіївка) — село в Гороховской городской общине Луцкого района Волынской области Украины.
До 2020 года входило в Гороховский район.
Код КОАТУУ — 0720885007. Население по переписи 2001 года составляет 115 человек. Почтовый индекс — 45723. Телефонный код — 3379. Занимает площадь 4,5 км².